# はまな (給油艦)
はまな（ローマ字：JDS Hamana, AO-411）は、海上自衛隊の給油艦（AO）、のちに補給艦に種別変更された。艦名は浜名湖に由来する。同型艦は無し。

## 概要

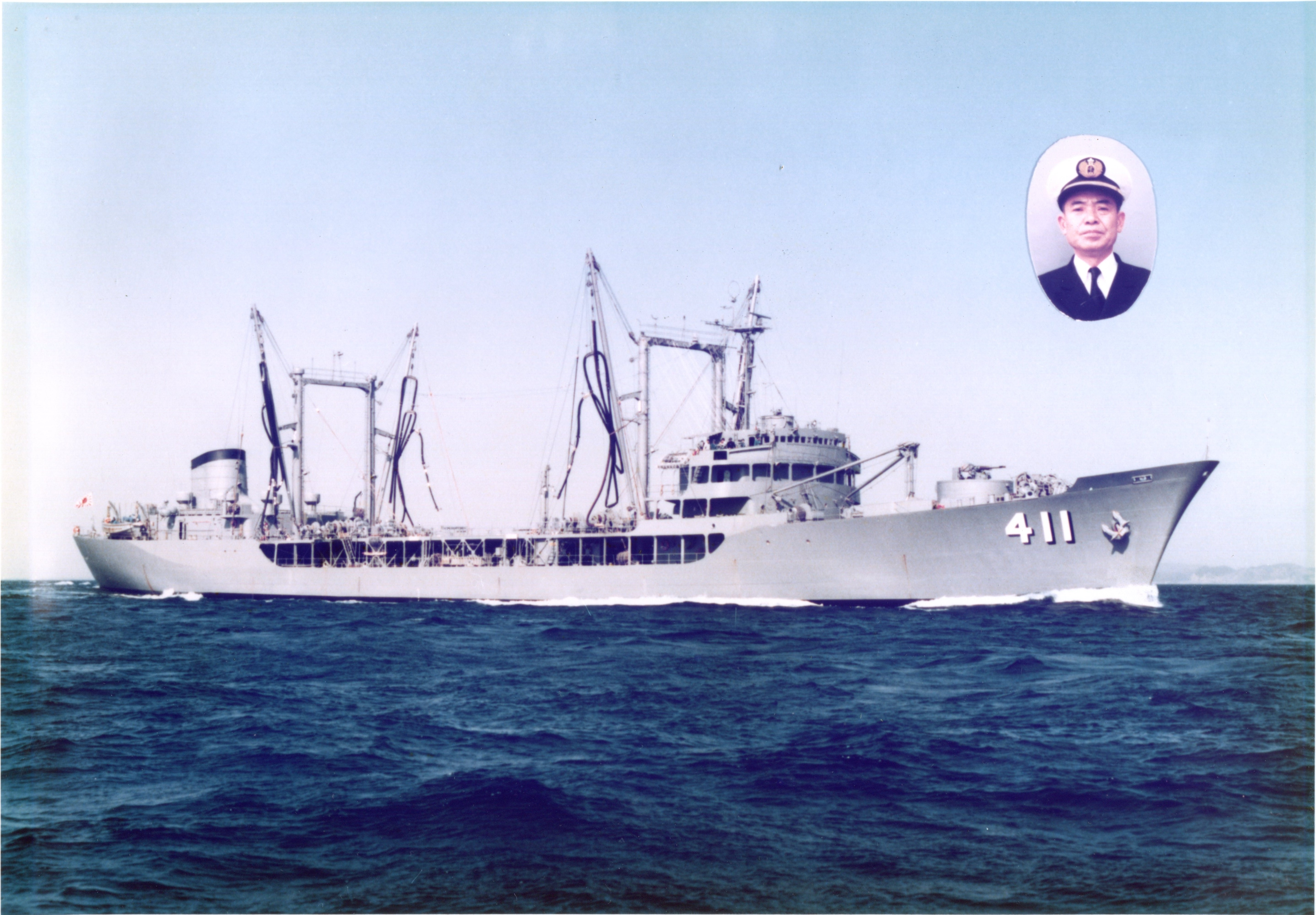
デリックを両舷装備とした際の写真
(右上は第14代艦長 岡島2佐)

海上自衛隊の初の給油専用艦である。第1次防衛力整備計画の原計画には含められていなかったが、訓練航海の期間延長による訓練効率の向上、および原子力潜水艦の増勢に伴う対潜戦作戦の長期化に対応するため、昭和35年度予算において、急遽、2,900トン級給油艦として計上された。
計画番号はJ-102とされ、技術研究本部において設計が進められた。基本的には、アメリカ海軍が第二次世界大戦中に23隻を建造したパタプスコ級油槽艦（満載排水量4,196 t）を拡大して、構造は日本海事協会（NK）規則に準じた商船構造とされた。ただし、高速航行下でのスパン・ワイヤを用いた横引き給油というアメリカ海軍方式は、大日本帝国海軍・海上自衛隊を通じて経験がなかったことから、浦賀船渠では、設計案の検証のため、模型実験が繰り返し行われた。
当時護衛艦の常用速度が12～15ノットと想定されたことから、最大速力16ノット、給油速力12ノットと設定された。これは、大日本帝国海軍の知床型・隠戸型給油艦よりやや高速で、洲埼型・足摺型給油艦と同程度であったが、優秀船舶建造助成施設に基づき建造された高速タンカー（川崎型油槽船など）よりは低速であった。
船型としては、船首楼・船尾楼を有しており、その間のウェルデッキ（1甲板レベル）の上に給油甲板を設けて、両楼を接続するとともに作業スペースとして用いることとされた。船首楼後端には3層の艦橋構造物が設置され、戦闘指揮所（CIC）も設けられた。
艦隊用給油艦としては最小規模（原型のパタプスコ級は航空機燃料補給用油槽艦）であったことから、搭載量としては、貨油（補給用重油）4,000キロリットル、真水1,000トンとされた。重油供給ポンプは600キロリットル/時の給油能力を持つ石川島堅型渦巻式蒸気タービン駆動ポンプとされている。これは火花を生じるおそれがある電動機を嫌ったための措置であり、船体後端に2基のボイラーが設置されていた。
デリックポストは両舷前後に計4基設置していたが、元来1次防の計画外であったことから予算上の制約が厳しく、新造時においては、デリックブームは右舷前方（1番）と左舷後方（4番）の2基のみ装備された。就役後しばらく同様の状態が続いたが、1978年11月6日から翌年2月28日にかけて、残る左舷前部と右舷後部のデリック増設工事が日立造船因島工場において施工され　竣工以来10数年ぶりに本来の状態となった。
当初から燃料だけでなく真水や糧食の補給も考えられていた。糧食等の補給用にデリッククレーンを2基装備した。また、蛇管接続方式としては、当初は大戦時アメリカ海軍と同様の単純な押し込み式が採用されていたが、のちにフランジ方式、カップリング方式、プローブ方式と順次に改良された。
新造時より、兵装として艦橋前の船首楼上に40mm連装機銃を1基備えており、これはMk.51 射撃指揮装置による統制を受けた。またレーダーとしては、かさど型掃海艇（30MSC）と同型のOPS-4Dが搭載されていたが、これは1978年11月から1979年2月にかけての定期修理の際に、たかみ型掃海艇（42MSC）と同型のOPS-9に更新された。

## 比較
|              |            | 14,500トン型     | ましゅう型       | とわだ型    | さがみ                                                | はまな                       |
| ------------ | ---------- | ---------------- | ---------------- | ----------- | ----------------------------------------------------- | ---------------------------- |
| 船体         | 基準排水量 | 14,500 t（予定） | 13,500 t         | 8,100 t     | 5,000 t                                               | 2,900 t                      |
| 船体         | 満載排水量 | 不明             | 25,000 t         | 12,100 t    | 11,600 t                                              | 7,550 t                      |
| 船体         | 全長       | 不明             | 221 m            | 167 m       | 146 m                                                 | 128 m                        |
| 船体         | 全幅       | 不明             | 27 m             | 22 m        | 19 m                                                  | 15.7 m                       |
| 主機         | 機関       | 不明             | ガスタービン     | ディーゼル  | ディーゼル                                            | ディーゼル                   |
| 主機         | 出力       | 不明             | 40,000 ps        | 26,000 hp   | 18,500 hp                                             | 5,000 hp                     |
| 主機         | 速力       | 不明             | 24 kt            | 22 kt       | 22 kt                                                 | 16.1 kt                      |
| 兵装         | 砲熕       | 不明             | ―                | ―           | ―                                                     | 40mm連装機銃×1基             |
| ヘリ運用機能 | 搭載容量   | 不明             | 格納庫なし       | 格納庫なし  | 格納庫なし                                            | 格納庫なし                   |
| ヘリ運用機能 | 甲板       | 不明             | あり             | あり        | あり                                                  | ―                            |
| 補給機能     | 貨油タンク | 不明             | あり             | あり        | あり                                                  | あり                         |
| 補給機能     | 搭載物資   | 不明             | 貨油10,000 t近く | 貨油5,700 t | - 艦船用燃料4,500 KL - ジェット燃料220 kL - 糧食4万食 | - 貨油4,000 kL - 真水1,000 t |
| 補給機能     | 洋上補給   | 不明             | 可能             | 可能        | 可能                                                  | 可能                         |
| 医療機能     | 病床       | 不明             | 46床             | ―           | ―                                                     | ―                            |
| 医療機能     | 集中治療室 | 不明             | あり             | ―           | ―                                                     | ―                            |
| 同型艦数     | 同型艦数   | 未定             | 2隻              | 3隻         | 1隻（退役）                                           | 1隻（退役）                  |

## 艦歴

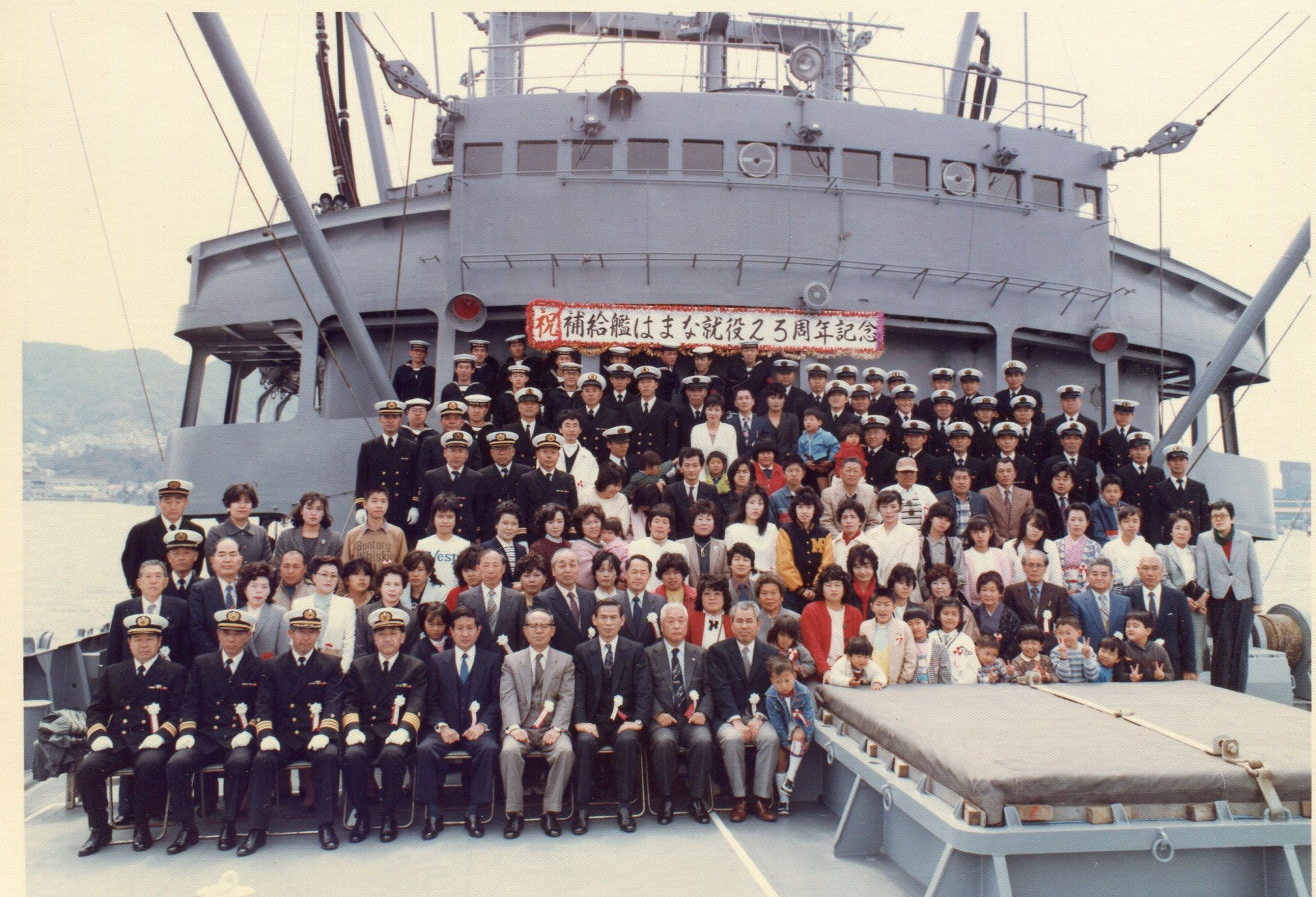
歴代艦長も招き　就役25周年記念　除籍間近の「はまな」 （1987年）

「はまな」は、昭和35年度計画に基づく給油艦4001号艦として、浦賀船渠で1961年4月17日に起工され、同年10月24日に進水、1962年3月10日に就役し、3月15日付で呉地方隊に編入された。そして基本的な訓練が終了した同年5月より、PF「うめ」を受給艦としての基本給油訓練に着手、7月からはPF「けやき」を受給艦として、アメリカ海軍海上訓練指導隊（FTG）の指導下に訓練を重ねた。
アメリカ海軍FTGの最終審査に合格したのち、1962年10月1日に自衛艦隊に直轄艦として編入された。以後、遠洋航海部隊への給油等の実任務をこなす一方、海自唯一の給油艦として、艦隊の洋上給油訓練に従事した。
1976年5月11日には艦種呼称の変更に伴い給油艦から補給艦
に変更された。
1984年2月23日、房総半島と伊豆諸島の沿岸で実施された日米対潜特別訓練中に、海上自衛隊からアメリカ海軍に対するものとしては初の洋上補給を実施した。対象はアメリカ海軍第7艦隊のガーシア級フリゲート「アルバート・デヴィッド」で、当初参加予定だったアメリカ海軍の補給艦が不参加となったためとされる。
1987年3月24日、補給艦「とわだ」の就役に伴い除籍。25年間の就役期間に洋上補給を実施した艦艇はのべ3,921隻、総給油量は31万8,129.69キロリットル、総航程は47万4,698.4浬にのぼった。

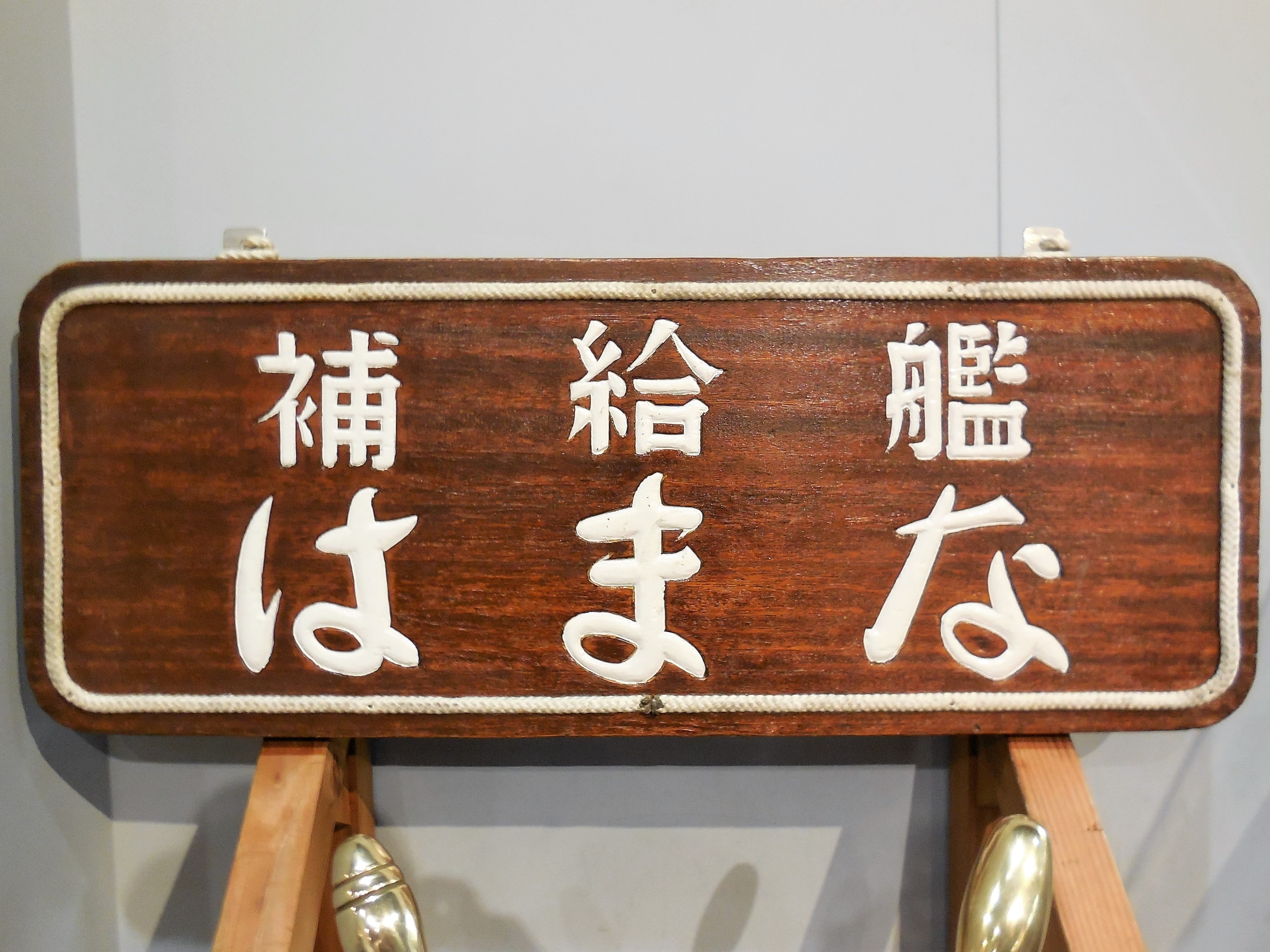
銘板
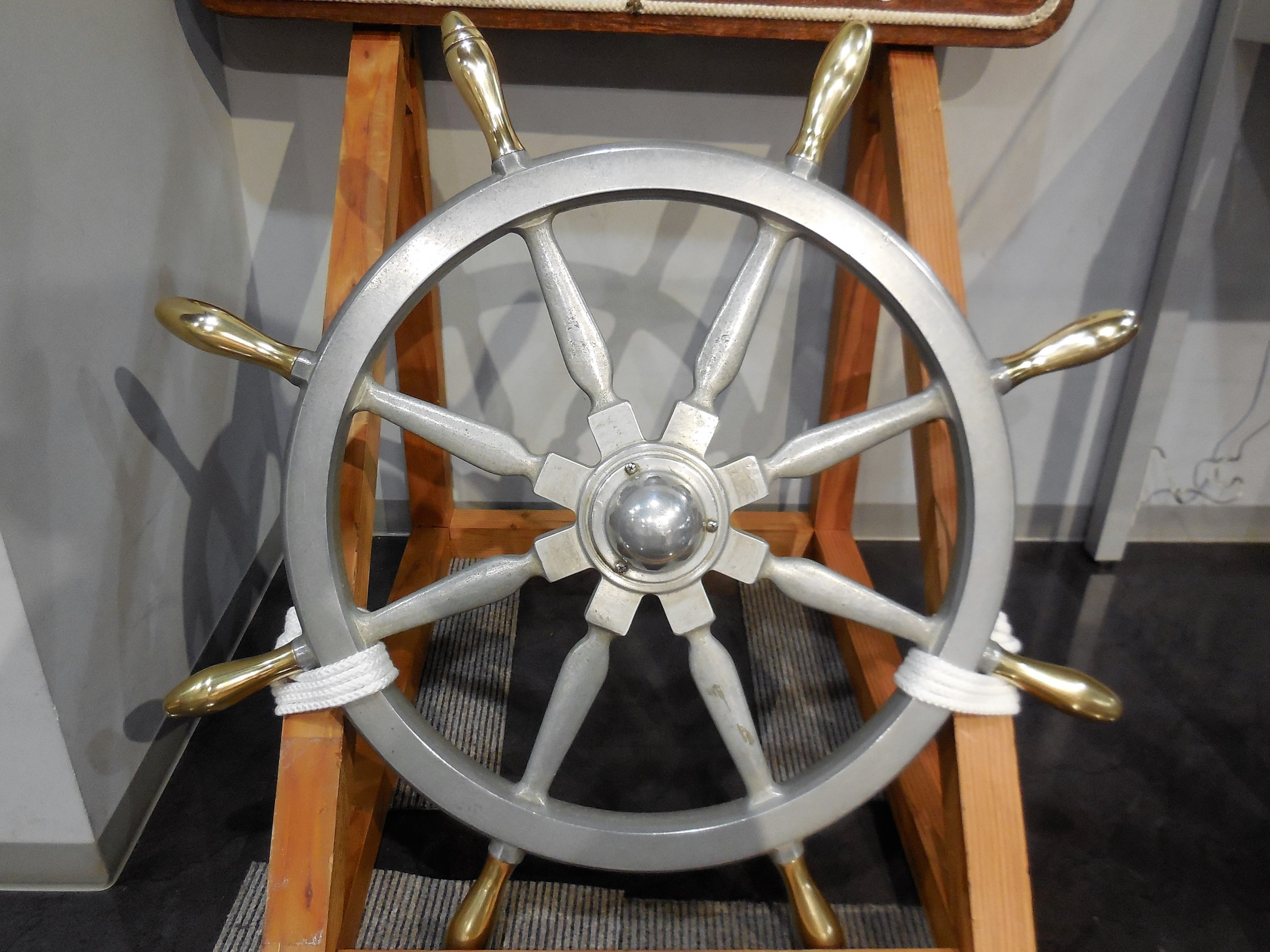
舵輪
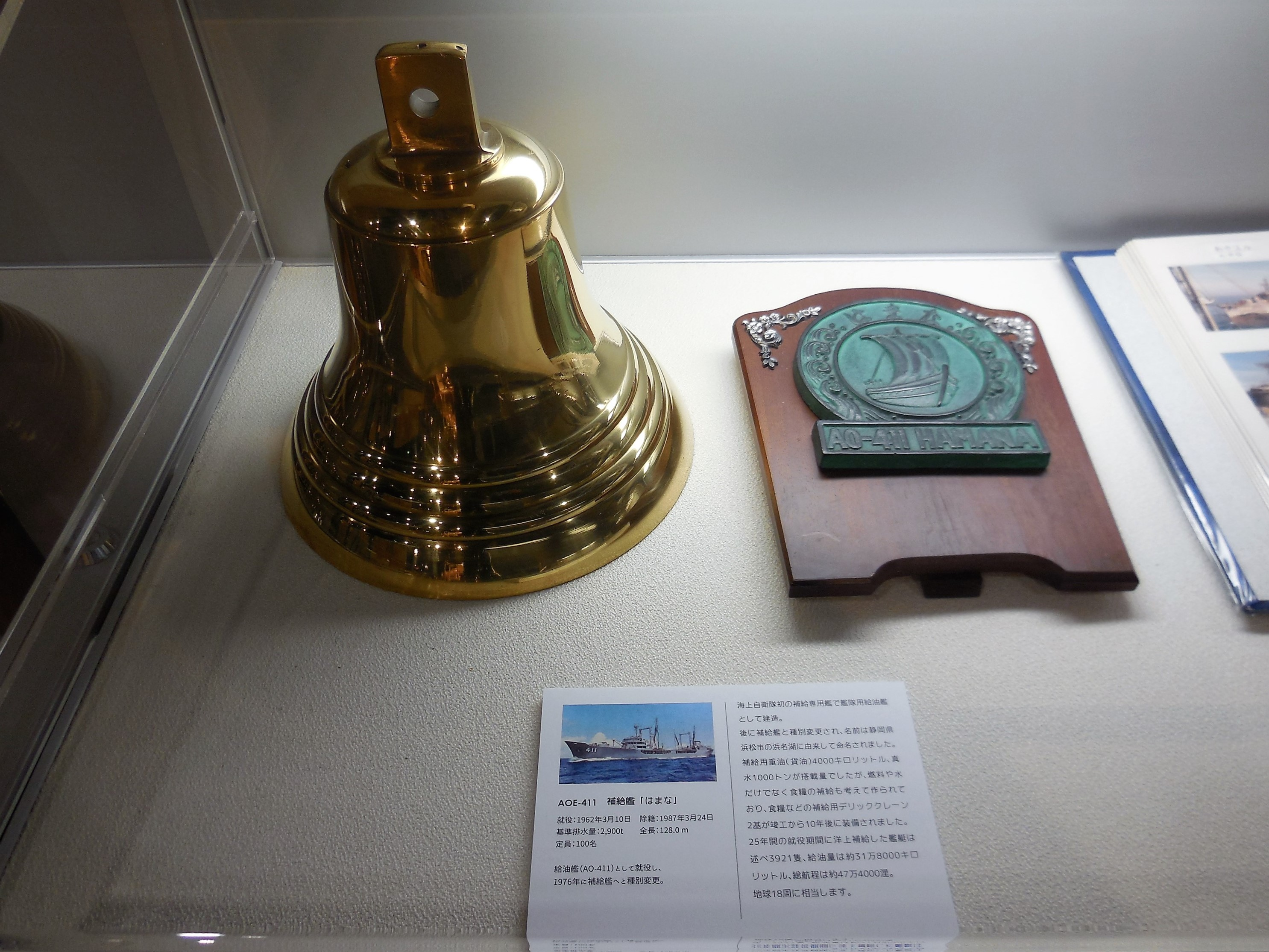
号鐘と記念盾

### 歴代艦長
| 代 | 氏名       | 在任期間                | 出身校・期              | 前職                                  | 後職                                      | 備考    |
| -- | ---------- | ----------------------- | ----------------------- | ------------------------------------- | ----------------------------------------- | ------- |
| 01 | 抜井次夫   | 1962.3.10 - 1965.1.31   | 海兵61期                | 呉地方総監部付                        | 横須賀地方総監部付 →1965.5.22 退職        |         |
| 02 | 鎌田元夫   | 1965.2.1 - 1967.12.15   | 神高船（航） 昭和15年卒 | 第5護衛隊司令                         | 海上訓練指導隊群司令部勤務                |         |
| 03 | 富田良治   | 1967.12.16 - 1968.12.15 | 海兵67期                | 佐世保地方総監部防衛部長              | 海上自衛隊東京業務隊司令                  |         |
| 04 | 高橋真吾   | 1968.12.16 - 1970.7.15  | 海兵68期                | 第10護衛隊司令                        | 呉地方総監部付 →1970.12.16 呉水雷調整所長 |         |
| 05 | 伊藤 茂    | 1970.7.16 - 1970.10.31  | 海兵71期                | 第11海上訓練指導隊司令                | 自衛艦隊司令部付                          |         |
| 06 | 及川久夫   | 1970.11.1 - 1970.11.4   | 海兵72期                | 第1海上訓練指導隊副長 兼 指導部長     | 第1海上訓練指導隊副長 兼 指導部長         |         |
| 07 | 伊藤 茂    | 1970.11.5 - 1971.11.15  | 海兵71期                | 自衛艦隊司令部付                      | 第2海上訓練指導隊司令                     |         |
| 08 | 池田 浩    | 1971.11.16 - 1973.11.15 | 海兵71期                | 東京業務隊本部人事作業科長            | 東京業務隊付 →1974.1.1 退職               |         |
| 09 | 戸田為之   | 1973.11.16 - 1974.8.15  | 海兵73期                | 海上自衛隊第1術科学校教官 兼 研究部員 | 舞鶴警備隊司令                            |         |
| 10 | 山田緑郎   | 1974.8.16 - 1975.3.31   | 海兵74期                | 海上自衛隊第1術科学校教官 兼 研究部員 | 第4海上訓練指導隊司令                     |         |
| 11 | 品川敬明   | 1975.4.1 - 1977.6.30    |                         | まきぐも艦長                          | 第1練習隊司令                             |         |
| 12 | 藏本恒造   | 1977.7.1 - 1978.7.31    | 海兵75期                | ふじ艦長 →1977.6.1 東京業務隊付       | 呉補充部付 →1978.9.2 さがみ艤装員長       |         |
| 13 | 蘆田義悟   | 1978.8.1 - 1979.7.31    | 北海道大学・ 3期幹候    | 第2海上訓練指導隊副長 兼 指導部長     | 第3海上訓練指導隊司令                     |         |
| 14 | 岡島襄三   | 1979.8.1 - 1982.3.15    | 海保大1期・ 4期幹候     | 第3海上訓練指導隊副長 兼 指導部長     | 海上自衛隊第1術科学校研究部               | 2等海佐 |
| 15 | 久保田祐紀 | 1982.3.16 - 1984.4.15   | 海保大1期・ 4期幹候     | むろと艦長                            | 船越基地分遣隊長                          | 2等海佐 |
| 16 | 山下 知    | 1984.4.16 - 1986.3.9    | 防大2期                 | 第4護衛隊群司令部幕僚                 | 呉補充部付 →1986.3.26 とわだ艤装員長      | 2等海佐 |
| 17 | 諸泉禎亮   | 1986.3.10 - 1987.3.24   | 防大3期                 | 戦術訓練装置運用隊運用科長 兼 副長    | 第3海上訓練指導隊                         | 2等海佐 |

## 登場作品

### 漫画
『サブマリン707』
架空の同型艦「ぶんご」がU結社編に登場。艦番号は4001。燃料が切れた707号の給油に赴いたが、途中でUC140の襲撃を受けた。